# Yeşildumlupınar, Ilgaz
Yeşildumlupınar là một thị trấn thuộc huyện Ilgaz, tỉnh Çankırı, Thổ Nhĩ Kỳ. Dân số thời điểm năm 2010 là 604 người.